# Pulizia della costa del Canale
Con pulizia della costa del Canale si indica la campagna militare intrapresa dalle forze degli Alleati nella Francia settentrionale tra il settembre e l'ottobre 1944, nell'ambito dei più vasti eventi del fronte occidentale della seconda guerra mondiale; la campagna aveva come scopo, per l'appunto, l'eliminazione delle ultime sacche di resistenza tenute dalla Germania nazista lungo la costa meridionale del canale de La Manica.
L'operazione fu affidata alla First Canadian Army del generale Harry Crerar, formazione di truppe canadesi e britanniche coadiuvate da reparti provenienti dagli Alleati minori; la 15. Armee tedesca del generale Gustav-Adolf von Zangen, indebolita dalle pesanti perdite riportate nella battaglia di Normandia, aveva poco da opporre agli attacchi degli Alleati, ma per ordine diretto di Adolf Hitler i porti della regione furono fortificati e tenuti il più a lungo possibile.
Gli anglo-canadesi riuscirono a espugnare le piazzeforti di Dieppe, Le Havre, Calais e Boulogne al termine di duri scontri; la fortezza di Dunkerque fu invece posta sotto assedio e capitolò solo alla fine della guerra.

## Antefatti
La chiusura della sacca di Falaise il 21 agosto 1944 rappresentò un notevole successo per gli Alleati: benché parte delle truppe tedesche fosse riuscita a filtrare fuori dall'accerchiamento, le perdite materiali riportate dalla Wehrmacht si rivelarono catastrofiche e l'Heeresgruppe B del feldmaresciallo Walter Model si ritrovò incapace di contrastare l'avanzata del 21st Army Group alleato del generale Bernard Law Montgomery. Finalmente fuori dall'infernale teatro del bocage, che per settimane aveva ostacolato l'avanzata degli anglo-statunitensi in Normandia, gli Alleati dilagarono attraverso la Francia settentrionale: tra il 19 e il 23 agosto la Third Army statunitense stabilì due teste di ponte oltre la linea della Senna, e il 25 agosto le forze alleate liberarono Parigi. Il 1º settembre il generale Dwight D. Eisenhower, comandante supremo delle forze alleate, riorganizzò lo schieramento nella Francia settentrionale: le forze statunitensi furono sottratte al comando di Montgomery e riunite nel 12th Army Group del generale Omar Bradley, subito lanciato in avanti verso il confine tra Francia e Germania; il 21st Army Group, rimasto con le sole forze britanniche e canadesi, ricevette invece il compito di marciare alla volta del Belgio.

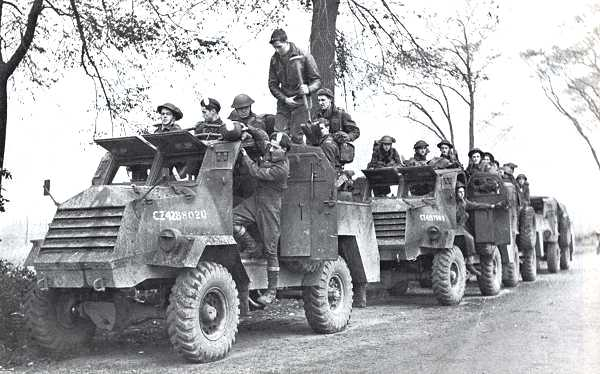
Truppe canadesi in Belgio nel 1944

L'avanzata delle forze di Montgomery fu spettacolare: varcata la Senna il 26 agosto e il fiume Somme il 31 agosto, i primi reparti britannici raggiunsero Bruxelles il 3 settembre e quindi Anversa il 4 settembre, senza aver incontrato che una debole resistenza tedesca; il grande porto di Anversa fu catturato intatto, ma i tedeschi mantennero il controllo dell'estuario della Schelda impedendo così agli Alleati di servirsene. Più che dalla resistenza tedesca, l'avanzata degli Alleati era ostacolata dalla progressiva carenza di rifornimenti e carburante: fino a quel momento gli anglo-statunitensi avevano a disposizione un unico grande porto, quello di Cherbourg, e benché fosse stato allestito sulla costa normanna uno scalo artificiale (Mulberry Harbour) questa strozzatura limitava l'afflusso in Francia dei rifornimenti provenienti dal Regno Unito, una condizione aggravata dal progressivo allungarsi delle linee di rifornimento a mano a mano che l'avanzata procedeva verso est. Quindi, mentre la Second Army britannica proseguiva la sua avanzata alla volta dei Paesi Bassi, Montgomery distaccò la First Canadian Army del generale Harry Crerar perché "ripulisse" dalle guarnigioni tedesche i porti del canale de La Manica compresi tra la foce della Senna e il confine belga, guadagnando così nuovi scali dove sbarcare gli indispensabili rifornimenti; la manovra, inoltre, doveva portare all'occupazione dei siti di lancio impiegati dai tedeschi per far piovere su Londra le bombe volanti V1.
L'armata di Crerar era "canadese" solo in parte: dei due corpi d'armata che la componevano, il I Corps del generale John Crocker era composto da truppe britanniche (la 49th (West Riding) Infantry Division, la 51st (Highland) Infantry Division e due brigate corazzate) mentre i reparti canadesi erano concentrati nel II Canadian Corps del generale Guy Simonds (la 2nd e 3rd Canadian Infantry Division, la 4th Canadian (Armoured) Division e due brigate corazzate addizionali); al II Corps era inoltre aggregata la 1 Dywizja Pancerna, unità corazzata composta da truppe del Governo in esilio della Polonia. Il I Corps era schierato sulla sinistra lungo la costa, con il II Corps alla sua destra più verso l'interno.
I porti della costa della Manica erano stati pesantemente fortificati dai tedeschi come parte delle difese del "Vallo Atlantico"; il settore compreso tra la foce della Senna e il confine belga era responsabilità della 15. Armee tedesca del generale Gustav-Adolf von Zangen, la quale tuttavia era stata gravemente indebolita dalla cessione di truppe e mezzi a favore del fronte normanno. Ciò nondimeno, il 4 settembre Adolf Hitler emise una direttiva che proclamava i porti della regione come Fester Platz ("piazzeforti"): le guarnigioni delle città non dovevano ritirarsi per nessun motivo e dovevano resistere con tutte le loro forze il più a lungo possibile; la 15. Armee doveva rafforzare le guarnigioni in questione con tutte le truppe e i rifornimenti disponibili.

## La campagna

### Mosse iniziali
Il 27 agosto i primi reparti della First Canadian Army varcarono la Senna nei pressi di Elbeuf: mentre il I Corps piegava sulla sinistra per conquistare Le Havre, il II Corps proseguì verso nord alla volta degli altri obiettivi. Il porto di Dieppe era stato incluso nella lista di Fester Platz proclamate da Hitler, ma l'ordine raggiunse la guarnigione quando questa si era già ritirata e il 1º settembre la 2nd Canadian Division fece quindi il suo ingresso nella città senza incontrare opposizione; il porto era stato demolito solo in parte dai tedeschi prima che si ritirassero, e la prima nave alleata vi fece il suo ingresso già il 7 settembre. Entro la fine del mese il porto di Dieppe poteva garantire alle forze alleate una capacità di scarico di 6-7 000 tonnellate di rifornimenti.
Con in testa la divisione corazzata polacca, il II Corps proseguì verso nord valicando la Somme il 3 settembre e raggiungendo il confine franco-belga vicino a Ypres il 6 settembre; l'avanzata dei polacchi si fermò solo l'8 settembre nei pressi di Gand, dove i tedeschi avevano stabilito una posizione di blocco demolendo i ponti sul locale canale. La 3rd Canadian Division avanzò nel mentre lungo la costa sulla scia dei polacchi, raggiungendo le difese esterne di Boulogne e Calais nella notte tra il 5 e il 6 settembre; l'intenzione iniziale era quella di lasciare solo una brigata ad assediare le guarnigioni tedesche e di procedere con il resto della divisione a nord verso Dunkerque, ma l'ordine fu revocato e la divisione andò ammassandosi per prendere d'assalto i due porti.
La conquista di Dunkerque fu quindi demandata alla 2nd Canadian Division, in arrivo dalla zona di Dieppe dopo essersi messa in marcia il 6 settembre: per prima cosa, la divisione procedette a isolare la guarnigione tedesca occupando le zone costiere del Belgio, liberando Bourbourg l'8 settembre e quindi Nieuwpoort e Ostenda il 9 settembre. Ostenda era un buon porto ed era stata pesantemente fortificata, ma non era stata inclusa da Hitler nella lista delle Fester Platz e fu quindi abbandonata senza combattere dai tedeschi; ad ogni modo, le locali infrastrutture portuali furono gravemente danneggiate dai tedeschi e solo il 28 settembre poterono iniziare a ricevere i rifornimenti per gli Alleati.

### La presa di Le Havre

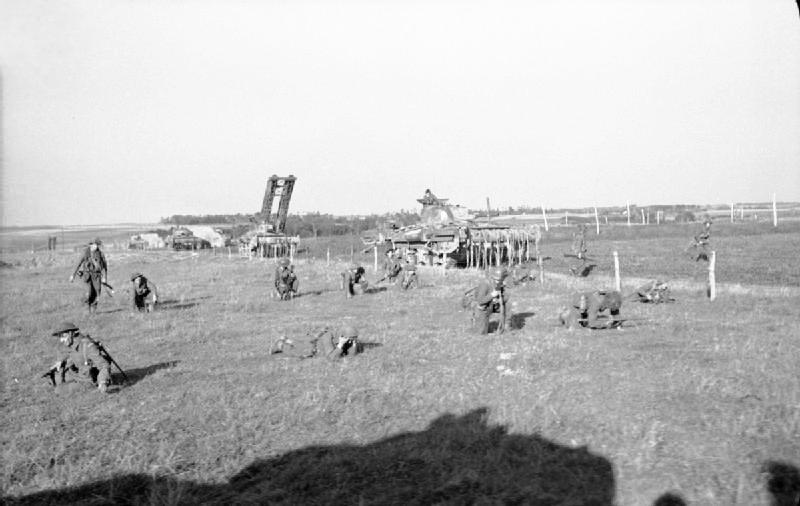
Truppe britanniche e mezzi speciali del genio durante l'assalto a Le Havre

Mentre i canadesi del II Corps marciavano verso nord, il I Corps britannico aveva approcciato le difese del porto di Le Havre. Secondo porto commerciale della Francia dopo Marsiglia, Le Havre era un obiettivo importante per gli Alleati, ma era anche ben difeso dai tedeschi: al comando del colonnello Hermann-Eberhard Wildermuth vi erano circa 11 000 uomini tra truppe di presidio (Festungs Stamm Abteilung), elementi di due divisioni di fanteria della 15. Armee (la 226. e la 245. Infanterie-Division) e unità varie; le fortificazioni, comprendenti 44 pezzi d'artiglieria e 32 cannoni antiaerei, erano molto forti dal lato del mare ma meno complete da quello di terra.
L'ammorbidimento delle difese tedesche iniziò il 5 settembre con un grande raid di 348 bombardieri del Bomber Command britannico, seguiti da un cannoneggiamento dal mare a opera del monitore HMS Erebus; nuove incursioni aeree si abbatterono sulla città nella notte tra il 6 e il 7 settembre e la mattina dell'8 settembre. In totale il Bomber Command riversò su Le Havre 4 000 tonnellate di bombe.
L'attacco (nome in codice "operazione Astonia") iniziò nel pomeriggio del 10 settembre: preceduti quella mattina da nuovi bombardamenti aerei e appoggiati dal mare dal fuoco del monitore Erebus e della nave da battaglia HMS Warspite, i britannici attaccarono da nord con la 51st (Highland) Division sulla destra e la 49th (West Riding) Division sulla sinistra, massicciamente supportate dai carri di due brigate corazzate (la 33rd e la 34th Armoured Brigade) e dai mezzi speciali del tipo "Hobart's Funnies" distaccati dalla 79th Armoured Division. I massicci bombardamenti aiutarono i reparti britannici a fare breccia nelle difese già nel corso del primo giorno e le perdite non furono troppo gravi; entro il 12 settembre la resistenza tedesca era in gran parte collassata e, a mezzogiorno, il colonnello Wildermuth si arrese.
Le Havre fu conquistata al prezzo di sole 388 perdite tra i ranghi del I Corps, ma il porto era stato estesamente e sistematicamente demolito dai tedeschi prima che fosse catturato; di conseguenza, la prima nave degli Alleati non poté farvi scalo che al 9 ottobre.

### La presa di Boulogne e Calais

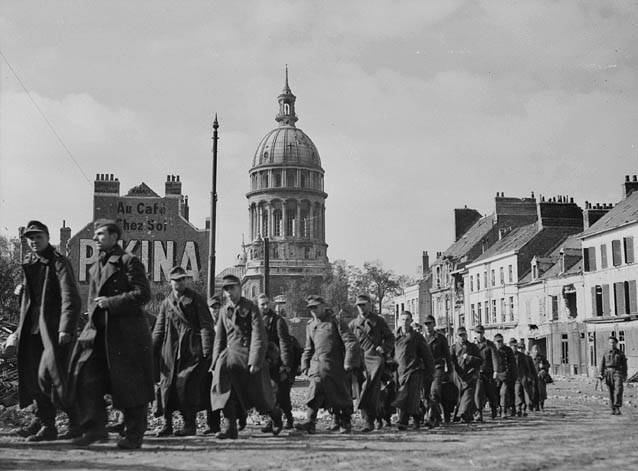
Prigionieri tedeschi dopo la capitolazione di Boulogne

Le unità della 3rd Canadian Division erano giunte in vista di Bulogne il 5 settembre, ma dovettero sostare in attesa dei necessari rinforzi di artiglieria per avere ragione delle estese fortificazioni tedesche. Protetta dal lato di terra da una serie di colline fortificate, Boulogne era tenuta dai circa 10 000 uomini del generale Ferdinand Heim, in maggioranza truppe di presidio di bassa qualità rinforzate da elementi della 64. Infanterie-Division. La rapida caduta di Le Havre consentì di dirottare su Boulogne massicce forze aeree, le quali portarono a termine 49 attacchi prima dell'assalto vero e proprio. Al bombardamento si unirono anche più di 300 pezzi d'artiglieria tra cannoni canadesi e del I Corps britannico giunti in rinforzo da Le Havre; aprirono il fuoco su Boulogne anche quattro giganteschi cannoni da 356 mm delle batterie costiere di Dover sull'altro lato della Manica, i quali centrarono i loro bersagli da una distanza di più di 38 chilometri.
L'attacco di terra (operazione Wellhit) iniziò la mattina del 17 settembre subito dopo una devastante incursione dei bombardieri strategici del Bomber Command: l'azione fu inizialmente rallentata dai campi minati protetti dal fuoco d'artiglieria tedesco, anche se vari obiettivi furono raggiunti già il primo giorno. La resistenza tedesca fu dura e i progressi dei canadesi furono lenti, ma costanti: Fort de la Crèche, la principale postazione fortificata che proteggeva la città, capitolò la mattina del 21 settembre e il generale Heim offrì la resa della guarnigione nel pomeriggio del 22 settembre; in sei giorni di operazioni, i canadesi riportarono 634 tra morti, feriti e dispersi. Boulogne non era un grande porto, ma le sue strutture potevano movimentare fino a 1 milione di tonnellate di merci; sfortunatamente per gli Alleati, anche in questo caso i tedeschi portarono a termine vaste demolizioni cui si sommarono i danni dei vari bombardamenti e le prime navi non poterono attraccare che il 12 ottobre.

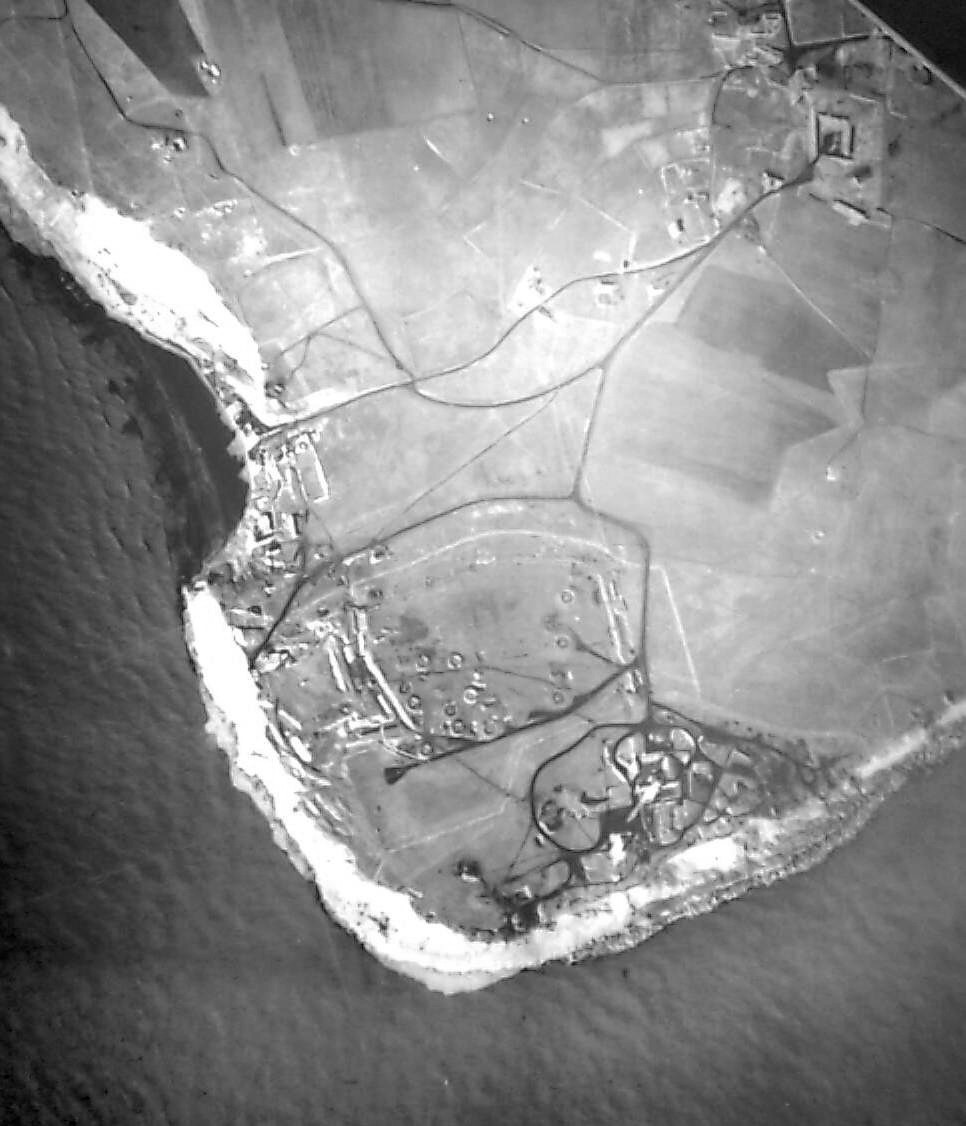
Le postazioni di Cap Gris-Nez fotografate da un ricognitore britannico poco prima dell'operazione Undergo

Calais rivestiva minore importanza dal punto di vista logistico per via delle ridotte dimensioni del suo porto, ma la città doveva essere conquistata perché le numerose batterie di artiglieria pesante tedesche, posizionate nei dintorni e sul vicino Cap Gris-Nez, coprivano gli accessi al più importante porto di Boulogne. Calais era difesa da un pesante sistema di fortificazioni, in parte moderne e in parte datate, ma concentrate prevalentemente per fronteggiare un assalto dal lato del mare; la guarnigione tedesca ammontava a circa 7 500 uomini al comando del tenente colonnello Ludwig Schroeder, per la maggior parte truppe di presidio di bassa qualità e con il morale scosso dai recenti insuccessi tedeschi.
Una delle brigate della 3rd Canadian Division era giunta in vista di Calais il 5 settembre, provvedendo quindi a isolare la piazzaforte e ad avanzare progressivamente verso le sue difese esterne; nella notte tra il 16 e il 17 settembre unità canadesi tentarono di catturare le batterie tedesche di Cap Gris-Nez, ma furono respinte a causa della carenza di supporto di artiglieria pesante. Come a Boulogne, i canadesi chiesero il supporto dei bombardieri del Bomber Command, i quali iniziarono una serie di pesanti incursioni aeree sulle postazioni tedesche nonostante l'ostacolo rappresentato dal cattivo tempo; al bombardamento si unirono poi le batterie di artiglieria terrestre già impiegate nell'assalto a Boulogne. La 3rd Canadian Division iniziò l'attacco a Calais (operazione Undergo) la mattina del 25 settembre, occupando subito diverse posizioni e penetrando la principale linea di resistenza tedesca; la tenuta della guarnigione si dimostrò deficitaria e le diserzioni nei suoi ranghi numerose. Il colonnello Schroeder avviò trattative di resa con i canadesi il 29 settembre e i tedeschi capitolarono quindi il giorno seguente.
Le batterie tedesche di Cap Gris-Nez erano state duramente colpite dal Bomber Command il 26 e il 28 settembre e l'assalto di terra dei canadesi ebbe quindi inizio il 29 settembre, preceduto da un intenso bombardamento di artiglieria. Nonostante l'ostacolo rappresentato dai campi minati, la postazione cadde in mano agli attaccanti entro la fine del giorno al prezzo di poche perdite. Le operazioni intorno a Calais costarono ai canadesi la perdita di meno di 300 uomini tra morti, feriti e dispersi; anche in questo caso le installazioni portuali erano state pesantemente danneggiate dai tedeschi e non poterono essere riattivate che alla metà di novembre.

### Il blocco di Dunkerque
La conquista di Dunkerque era stata inizialmente affidata alla 2nd Canadian Division, arrivata in vista della città l'8 settembre; furono tentate alcune azioni contro le difese esterne della piazzaforte, ma divenne subito chiaro che non sarebbe stato possibile prendere la città se non con un assalto su vasta scala attentamente pianificato. Varie circostanze portarono infine alla cancellazione del progettato attacco: l'esperienza degli assalti a Boulogne e Calais aveva insegnato che la conquista del porto non avrebbe portato a immediati risultati pratici a causa delle prevedibili demolizioni attuate dai tedeschi, quando invece il più ampio porto di Anversa era stato catturato praticamente intatto; si ritenne più utile quindi destinare la 2nd Canadian Division alla conquista dell'estuario della Schelda, che avrebbe aperto al traffico alleato il porto di Anversa.
Dunkerque fu quindi posta sotto assedio dalle forze degli Alleati; il blocco della città fu inizialmente affidato a una brigata della 2nd Canadian Division, poi rilevata il 16 settembre dalla 4th Special Service Brigade dei British Commandos e quindi, il 27 settembre, da una brigata della 51st (Highland) Division britannica. Dopo alcune scaramucce e tentativi di sortita da parte della guarnigione tedesca, una tregua fu negoziata per il periodo compreso tra il 3 e il 6 ottobre, nel corso della quale gran parte della popolazione civile fu evacuata dalla città. Infine, il 9 ottobre, la responsabilità del blocco di Dunkerque passò alla 1ª Brigata corazzata cecoslovacca, assistita da un battaglione di regolari francesi e da alcune unità di ex partigiani delle Forces Françaises de l'Intérieur. L'assedio di Dunkerque si protrasse quindi senza particolari eventi fino all'8 maggio 1945 quando, nell'ambito della resa generale della Germania, la guarnigione tedesca capitolò nelle mani delle forze cecoslovacche.

## Conseguenze
La campagna canadese lungo la costa de La Manica era stata sostanzialmente vittoriosa, portando alla cattura di quasi tutti i suoi obiettivi nonché di circa 30 000 prigionieri tedeschi; i risultati materiali, tuttavia, furono inferiori a quanto sperato dall'alto comando del 21st Army Group: a parte gli scali di Dieppe e Ostenda, i quali tuttavia erano troppo piccoli per poter assicurare un massiccio afflusso di rifornimenti, tutti i porti catturati necessitarono di settimane per poter essere riportati a una certa efficienza, proprio in un momento in cui i reparti alleati necessitavano in maniera pressante degli approvvigionamenti necessari per poter proseguire la loro avanzata verso il cuore della Germania.
Con il senno di poi, si ritenne che per gli Alleati sarebbe stato meglio capitalizzare il grande successo del 4 settembre, quando il porto di Anversa fu catturato intatto dai britannici, inviando subito le forze canadesi a liberare l'estuario della Schelda e lasciando solo poche forze a bloccare le guarnigioni tedesche nei porti della Manica, come poi fatto nel caso di Dunkerque. La conquista dell'estuario della Schelda, con la conseguente apertura al traffico alleato del porto di Anversa, fu invece portata a termine dai canadesi di Crerar solo ai primi del novembre seguente.